# Audioriver 2012
Audioriver 2012 – siódma edycja festiwalu muzyki elektronicznej Audioriver, zorganizowana w dniach 27-29 lipca 2012 roku na plaży nad Wisłą w Płocku.

## Program
| PIĄTEK | SOBOTA |
| --- | --- |
| Main Stage 20:00 – 21:00 Patryk Cannon Live 21:15 – 22:15 Adre'n'Alin Live 22:30 – 23:30 Coma Live 23:50 – 00:50 Nicolas Jaar Live In Concert 01:10 – 02:10 Röyksopp 02:30 – 03:30 Modeselektor Live 03:40 – 05:00 Unbirthday Wizualizacje: Emiko • Jago Circus Tent 20:00 – 21:30 bshosa 21:30 – 22:30 Marcin Czubala Live 22:30 – 00:00 Alex Picone 00:00 – 01:30 ATOL 01:30 – 02:30 Gabriel Ananda Live 02:30 – 03:30 Hobo Live 03:30 – 07:00 Ricardo Villalobos Wizualizacje: Jago • Emiko Hybrid Tent 20:00 – 22:00 NeverAfter ft. MC Bruno 22:00 – 23:00 Wilkinson 23:00 – 00:00 Document One Live 00:00 – 01:00 Cutline 01:00 – 02:00 S.P.Y ft. MC LowQui 02:00 – 03:00 Roni Size ft. MC Dynamite 03:00 – 04:00 Goldie 04:00 – 05:00 Black Sun Empire 05:00 – 06:00 Alegria Wizualizacje: Ar2 Wide Stage 21:30 – 23:00 The Same 23:00 – 00:00 Deadbeat Live 00:00 – 01:00 Dub Phizix ft. MC DRS 01:00 – 02:00 Byetone Live 02:00 – 03:00 Nathan Fake Live 03:00 – 04:00 Gathaspar Live Wizualizacje: Nocny Marek Slow More 21:00 – 22:45 Bartek Winczewski 22:45 – 00:30 Icy Hot 00:30 – 02:15 Glasse 02:15 – 04:00 Novika & Mr. Lex Wizualizacje: Patt (ftvision) • KRS (No Gravity) | Main Stage 20:30 – 22:30 City Inside Art 22:45 – 23:45 Guillaume Coutu Dumonts Live 00:00 – 01:00 dOP Live 01:15 – 02:15 NZ Shapeshifter Live 02:30 – 03:30 Enter Shikari 03:30 – 04:30 Nymfo 04:30 – 05:30 Handra Wizualizacje: Emiko • Jago Circus Tent 20:00 – 21:00 Kuba Sojka Live 21:00 – 22:00 Catz’n Dogz 22:00 – 23:30 Ripperton 23:30 – 01:00 Tommy Four Seven 01:00 – 03:00 Marco Carola 03:00 – 05:00 Carl Craig 05:00 – 07:00 Anja Schneider (zastępstwo za Maceo Plex) Wizualizacje: Jago • Emiko Hybrid Tent 20:00 – 21:30 Hungry Hungry Models 21:30 – 22:45 Skinny Patrini 22:45 – 23:45 Etheric Double Live 00:00 – 01:00 Danger Live 01:00 – 02:30 SebastiAn 02:30 – 04:00 Kavinsky 04:00 – 05:00 Last Robots Wizualizacje: Ar2 Wide Stage 21:00 – 22:15 Kepa Yew 22:30 – 23:30 Floex Live 23:45 – 00:45 Plaid Live 00:45 – 02:15 Skream ft. Sgt. Pokes (odwołany) 02:15 – 03:15 Martyn Live 03:15 – 04:30 Bueno Bros. Wizualizacje: Nocny Marek Odwołanie występu Skreama z powodów zdrowotnych, przesunięcie pozostałych setów Slow More 21:00 – 22:45 Easy Audio 22:45 – 00:30 Dio 00:30 – 02:15 Thomas Langner 02:15 – 04:00 Angelo Mike Wizualizacje: Patt (ftvision) • KRS (No Gravity) |

| PIĄTEK | SOBOTA |
| --- | --- |
| Red Bull Music Academy Stage Miejsce: Rynek Starego Miasta 18:30 – 19:45 DJ Mod (zwycięzca konkursu Muzzo.pl) 19:45 – 21:00 Mic Ostap | Red Bull Music Academy Stage Miejsce: Rynek Starego Miasta 11:00 – 12:00 Garlic Man (zwycięzca konkursu Muzzo.pl) 12:00 – 13:30 Eltron John 13:30 – 15:00 Poziom-X 15:30 – 17:00 Leon 18:30 – 20:00 Seb Skalski Infosesje Red Bull Music Academy Miejsce: Aula Urzędu Miasta 13:00 Deadbeat 15:00 An On Bast • Eltron John • Seb Skalski 17:00 Martyn Kino Festiwalowe Miejsce: NoveKino Przedwiośnie 12:00 Pan-Pot The Documentary 14:00 Sound It Out 16:00 Re:Generation (polska premiera) 18:00 Ibiza po zmroku |
| W ramach dwudniowych Targów Muzycznych zaprezentowało się dwudziestu wystawców – wśród nich m.in. wytwórnie muzyczne, agencje artystyczne, organizatorzy eventów i sklepy płytowe. Własne stoisko z bezpłatną pocztą przygotowało miasto. Dla osób z festiwalową opaską zapewniono darmowy wstęp do Muzeum Mazowieckiego. | |

## Historia
Obsługę public relations wszystkich wydarzeń związanych z marką Audioriver przejęła Allegro Agency, zastępując Dobra Communications, obecną od edycji z 2009 roku.
17 lutego Płocki Ośrodek Kultury i Sztuki rozpoczął przetarg na organizację imprezy plenerowej pod roboczą nazwą „Festiwal Muzyki Elektronicznej Płock 2012”. 15 maja zakończono procedurę na korzyść jedynego oferenta – Fundacji Jest Akcja!. Ogłoszenie o udzieleniu zamówienia udostępniono do publicznego wglądu w internecie. Urząd Miasta przeznaczył na budżet festiwalu kwotę miliona złotych. Dodatkową dotację o wysokości 400 tysięcy złotych organizatorzy uzyskali od Ministerstwa Kultury i Dziedzictwa Narodowego w ramach pierwszego naboru z programu wspierania wydarzeń artystycznych w kategorii muzyka na 2012 rok. Dzięki wpływom z umów sponsorskich i sprzedaży biletów budżet zamknął się w przedziale między 3,5 a 4 milionami złotych.
14 kwietnia w auli Wydziału Nauk Politycznych i Dziennikarstwa Uniwersytetu im. Adama Mickiewicza w Poznaniu odbyła się druga edycja Konferencji Muzycznej. Program składał się z dwóch paneli dyskusyjnych z udziałem przedstawicieli branży, wykładu i debaty studenckiej. Zmienił się profil wydarzenia z bezpłatnego na płatny – wejściówki dostępne były w sprzedaży internetowej w cenie 10 zł. Całodzienna frekwencja wyniosła ponad 250 osób. Trzecią część składu artystów, razem z koncepcją utworzenia piątej sceny, przedstawiono w ramach After Party w poznańskim klubie SQ.
31 maja ogłoszono przedostatni zestaw nazwisk, a nowa scena z profilem eksperymentalnych brzmień uzyskała nazwę „Wide Stage”. Odwołano obecność Luciano z powodu wymagań producenckich związanych z płytą.
20 czerwca zamknięto skład zagranicznych artystów. Przedstawiono podział występów na sceny i dni trwania festiwalu. W pierwszym dniu zaplanowano 33 występy – w tym 13 na żywo. W drugim dniu ilość występów zmniejszyła się do 31, a liczba wykonań na żywo spadła do dziesięciu. Kontrakty zagranicznych wykonawców na jednej ze scen przekroczyły łączną pulę wynagrodzeń całego składu artystycznego pierwszej edycji
12 lipca ukazano ostatnią część polskich przedstawicieli. 19 lipca organizatorzy zostali poinformowani przez agenta Maceo Plexa o odwołaniu występu. W ciągu dwóch dni zakontraktowano Anję Schneider. 24 lipca podano godzinowy podział poszczególnych artystów. W ramach siódmej edycji wydarzenia stworzono kolekcję odzieży i gadżetów oznaczonych logo festiwalowym, dostępną w sprzedaży internetowej i w punktach na terenie Audioriver.

## Produkcja
Dla przyjezdnych uczestników przeznaczono dwa pola namiotowe, mogące pomieścić około 5 tysięcy osób. Na głównym obowiązywały rezerwacje, które zakończono w tygodniu poprzedzającym wydarzenie. Odgrodzony i oświetlony teren posiadał ochronę, możliwość zostawienia depozytu oraz strefę sanitarną. Na mniejszym, z bliższą lokalizacją i bez profesjonalnego zaplecza, obowiązywały wejściówki sprzedawane na miejscu.
21 lipca zaczęto montowanie scen, zakończone na dzień przed rozpoczęciem. Dwie otwarte sceny o zadaszeniu dwuspadowym, główną i debiutującą „Wide Stage”, skierowano w stronę skarpy. Powierzchnia pierwszej wyniosła 500 m kw., z kolei piąta była pięciokrotnie mniejsza. Główna scena w porównaniu z poprzednią edycją zwiększyła się o 60 procent. Wielkość Circus Tent wyniosła 3 tysiące m kw., o połowę mniejszą ustawiono Hybrid Tent, które przejęło rozmiar Circusa z edycji z 2011 roku.
Od czwartkowego popołudnia do poniedziałkowego rana rolę alternatywnej sceny przy Audioriver pełniło Audiopole, usytuowane na plaży Sobótka przy polu namiotowym. W drugiej edycji powiększono namiot, gdzie zagrali artyści należący do kolektywu +RESPIRATOR, twórców inicjatywy, razem z zaproszonymi gośćmi.
Drugim nieoficjalnym wydarzeniem towarzyszącym przy festiwalu było 5 dwugodzinnych rejsów po Wiśle, zorganizowanych przez portal Muno.pl, agencję C&C Bookings i kolektyw Szajse Records. Na statku typu „kołmax” o nazwie Rusałka w ramach „ON BOAT!” zagrali reprezentanci organizatorów.

## Frekwencja
Na siódmą edycję sprzedano około 15 tysięcy biletów, dodatkowo przyznano pulę ponad tysiąca zaproszeń rozdysponowanych przez organizatorów, sponsorów i artystów. Większość stanowiła publiczność przyjezdna – według statystyk organizatora miejscowa publika sięgała około 10 procent wszystkich gości. Policja nie odnotowała większych interwencji, szacując liczbę uczestników na ponad 10 tysięcy. Organizacja wydarzenia zapewniła miastu kampanię wizerunkową o wartości 5 milionów złotych. Ograniczono płatną reklamę festiwalu, zastępując ją patronatami medialnymi w ramach barteru, których wartość przekroczyła milion złotych.

## Media
W ostatni koniec tygodnia lipca Polskie Radio Czwórka łączyło się na żywo ze swoimi wysłannikami w trakcie specjalnych edycji stałych programów – „DJ Pasma”, „Nocnej Zmiany” i „BE4”. Podczas sobotniego Rynku Niezależnego ustawiono na rynku Starego Miasta plenerowe studio dla audycji „Hyde Park”. Poza wywiadami i dziennikarskimi relacjami, przeprowadzono około półgodzinne transmisje z jedenastu setów. Pierwszego dnia – Coma, Deadbet, Cutline i Gabriel Ananda. W drugim dniu – Kuba Sojka, Floex, Etheric Double, Tommy Four Seven, NZ Shapeshifter i Carl Craig. Ich retransmisje odbywały się co sobotę od 6 października w ramach „Kluboteki”.
Telewizja 4Fun.tv podczas trwania Audioriver zrealizowała własną relację z prowadzącą Katarzyną Burzyńską. Półgodzinną wersję wyemitowano 10 sierpnia w programie „Before Party!”, następnie udostępniono w internecie.
Resident Advisor w swoim rankingu lipcowych festiwali z muzyką elektroniczną wymienił Audioriver na 9 pozycji. Siódma edycja znalazła się wśród dziesięciu nominowanych w kategorii „Najlepszy Festiwal Zagraniczny” według organizacji Festival Awards. W plebiscycie Munoludy 2012 przeprowadzonym przez portal Muno.pl głosami użytkowników po raz drugi z rzędu wydarzenie uznano za „Festiwal Roku Polska”.